# Abraham zien

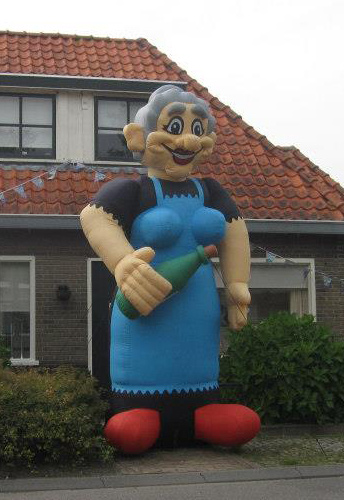
Sarah-pop

Abraham zien is een uitdrukking die wordt gebruikt bij het bereiken van de 50-jarige leeftijd. Wanneer een man  de 50-jarige leeftijd bereikt, wordt gezegd dat hij  Abraham heeft gezien.

## Oorsprong
Deze uitdrukking is mogelijk afgeleid van de Bijbel. In Johannes 8:57 zegt Jezus dat Abraham zijn dag heeft gezien, waarop hij ongelovige reacties krijgt:
"De Joden dan zeiden tot Hem: 'Gij hebt nog geen 50 jaren en hebt Gij Abraham gezien?'"
Ze menen met andere woorden dat Jezus te jong is om de aartsvader te hebben ontmoet, die volgens de traditie vele eeuwen eerder was gestorven. Vanuit die optiek kon geen enkele levende mens Abraham trouwens hebben gezien, ook niet na het bereiken van de vijftig.

## Feestelijkheden
In Nederland wordt een 50e verjaardag soms extra gevierd. Bij de 50e verjaardag wordt soms een pop voor het huis gezet die Abraham of Sarah moet voorstellen. Het is dan gebruikelijk om een pop van brooddeeg, banket, vlees of stof te maken die Abraham (bij een man) of Sarah (bij een vrouw) voorstelt. In de jaren 1950 werd dit gebruik al gesignaleerd in Noord-Brabant, waar het naar verluidt een 'heel oud gebruik' zou zijn geweest. Bijzonder is dat destijds vrouwen ook een Abraham-pop kregen. Zo ontving koningin Juliana in 1959 een Abraham-pop gebakken van brood. Door de jaren heen is dit gebruik echter veranderd en krijgen vrouwen nu een Sarah-pop. Voor mannelijke Abrahammen  wordt in Oosterhout sinds 1963 op de eerste zaterdag in oktober Abrahamdag gevierd en staat er een Abrahambeeld.